# Vasile Ursu
Vasile Ursu (n. 1 august 1948, Ratuș, raionul Criuleni) este un inginer și om politic din Republica Moldova, deputat în primul Parlament al Republicii Moldova în anii 1990-1994, primar general interimar al municipiului Chișinău între 2005-2007 și ministru al transporturilor și gospodăriei drumurilor între 2007-2008. În perioada 2008–2009 a deținut funcția de viceministru al construcțiilor și dezvoltării teritoriului.
Vasile Ursu este unul din cei 278 de delegați ai primului parlament al fostei RSS Moldovenească (devenită apoi Republica Moldova), care au votat Declarația de Independență a Republicii Moldova, la 27 august 1991.

## Biografie
Vasile Ursu s-a născut la data de 1 august 1948, în satul Ratuș din raionul Criuleni, în familia numeroasă a unui plugar. După absolvirea școlii din satul natal, a urmat cursurile Colegiului de Construcții din Chișinău (1964-1968) și ale Universității Tehnice din Moldova (1969-1976), obținând diploma de inginer constructor.
A activat apoi în calitate de inginer-constructor la Institutul de proiectări din cadrul Ministerului de deservire socială a populației din RSSM  (februarie - iulie 1968), după care își satisface serviciul militar în rândurile Armatei Sovietice, în garnizoana din orașul Riga (iulie 1968 - iunie 1969). Revenit în RSS Moldovenească, lucrează ca șef de șantier la Trusturile “Spețstroimehanizația” (1969-1972) și “Chișiniovstroi” (1972-1977), inginer-șef și șef al Direcției Construcții nr.52 al Trustului “Jilstroi” din orașul Chișinău (februarie 1977 - aprilie 1981).
Este încadrat apoi ca activist în cadrul Partidului Comunist al Moldovei, unde îndeplinește funcțiile de șef al secției industrie și transport la Comitetul raional Frunze al Partidului Comunist al Moldovei (aprilie 1981 - octombrie 1983) și apoi pe cea de instructor în secția construcții și gospodăria comunală a Comitetului Central al Partidului Comunist al Moldovei (octombrie 1983 - noiembrie 1986). De asemenea, în perioada 1982—1993, este deputat în Consiliul raional și orășenesc Chișinău.
În paralel, urmează cursurile de activist politic de la Școala superioară de partid din Kiev (1984-1986). Reîntors în Republica Moldova, este numit președinte al Comitetului Executiv al Sovietului raional Ciocana (1986-1991).
După proclamarea independenței Republicii Moldova în anul 1991 a fost pretor al sectorului Ciocana din municipiul Chișinău (1991-1993), prim-viceprimar al municipiului Chișinău (1993–1995); ulterior pretor al sectorului Râșcani (1999-2003) din municipiul Chișinău.
În paralel, între anii 1990-1993 a fost și deputat în Parlamentul Republicii Moldova. În calitate de ales al poporului în primul Parlament al Republicii Moldova din anii 1990–1993, Vasile Ursu votează Declarația de Independență.
În perioada 1995-1999 lucrează în domeniul economic în calitate de prim-vicepreședinte al Asociației “ASCOM-GRUP” S.A. (1995) și apoi de președinte al Asociației “COMCON-VM” S.A. (1995–1999).

## Primar interimar al municipiului Chișinău
Între anii 2003 și 2005, Vasile Ursu a fost viceprimar al municipiului Chișinău. La data de 18 aprilie 2005, primarul general al municipiului Chișinău, Serafim Urechean, care fusese ales ca deputat în Parlamentul Republicii Moldova, decide să renunțe la funcția de primar de Chișinău în favoarea celei de deputat în Parlamentul Republicii Moldova (RM). Primar interimar a fost desemnat viceprimarul Mihai Furtună.
La 26 aprilie 2005, la 10 zile după ce a fost desemnat în funcția de primar interimar de către primarul general de atunci, Serafim Urechean, Mihai Furtună, care era internat în spital, a semnat dispoziția de transmitere a interimatului către viceprimarul Vasile Ursu, însă doar pentru perioada sa de boală și nu pentru un termen nelimitat.
O parte din consilierii municipiului Chișinău acuză că desemnarea ca primar general interimar al municipiului Chișinău a lui Vasile Ursu contravine legislației în vigoare. În mod normal, conform Legii despre administrația publică, în cazul în care interimarul desemnat renunță la funcție, doar Consiliul Municipiului Chișinău este în drept, în timp de 5 zile, să numească un alt primar interimar. În acest fel, susțin consilierii din fracțiunea Alianța „Moldova Noastră”, consilierii neafiliați și unii consilieri din alte fracțiuni, Vasile Ursu „a acaparat puterea prin șantaj și constrângere”.
La 10 și 24 iulie 2005, s-au desfășurat o serie de alegeri pentru ocuparea postului de primar, dar au fost invalidate din cauza scăzutei prezențe la urne de sub 30%.
Vasile Ursu a candidat ca independent la alegerile din 27 noiembrie și 11 decembrie 2005, fiind susținut de PCRM pentru postul vacant de primar general al municipiului Chișinău, dar deși a obținut 46.66% din voturi, respectiv 52.91%, alegerea sa a fost invalidată din cauza scăzutei prezențe la urne (22.62% dintre alegătorilor prezentându-se la vot).
În această situație, a fost luată decizia de a stabili un moratoriu privind organizarea de noi alegeri, conducerea capitalei fiind asigurată de primarul interimar până la începutul anului 2007.

## Ministru al transporturilor
La data de 23 ianuarie 2007, președintele Republicii Moldova, Vladimir Voronin, a semnat decretele de revocare a lui Miron Gagauz din funcția de ministru al transporturilor și gospodăriei drumurilor, conform cererii depuse, și de numire în această funcție a lui Vasile Ursu, primarul general interimar al municipiului Chișinău.
Noul ministru a spus că principala lui prioritate va fi repararea drumurilor. "Desigur, drumurile sunt cele mai importante pentru mine. Parafrazând cântecul lui Dan Spătaru aș spune - Drumurile noastre toate, se vor repara vreodată".
Numirea lui Vasile Ursu ca ministru a survenit cu doar patru luni înaintea alegerilor locale generale din luna mai, alegeri la care primarul interimar al Chișinăului își anunțase decizia de a nu candida. Vasile Ursu și-a înaintat demisia din funcția de primar general al municipiului Chișinău începând din data de 25 ianuarie 2007 și l-a împuternicit pe viceprimarul Veaceslav Iordan cu îndeplinirea funcției de primar general interimar al municipiului Chișinău.
El și-a păstrat funcția de ministru și în noul guvern format de Zinaida Greceanîi la data de 31 martie 2008. Ca urmare a unei hotărâri de guvern, Ministerul Transporturilor și Gospodăriei Drumurilor (MTGD) a fost desființat, iar Vasile Ursu revocat din funcție la 24 septembrie 2008.
La data de 22 octombrie 2008, ministrul Vladimir Baldovici l-a numit pe Vasile Ursu în funcția de viceministru al construcțiilor și dezvoltării teritoriului. 

Este căsătorit și are doi copii. Vorbește limba rusă fluent și limba franceză cu dicționarul.

## Distincții și decorații
Vasile Ursu este decorat cu Medalia „Meritul Civic” (1996), „Ordinul de Onoare” (2006) și Ordinul Republicii (2012). A mai primit titlul onorific de "Om emerit" (la 1 august 2008).

## Vedeți și
- Guvernul Vasile Tarlev (1)
- Guvernul Vasile Tarlev (2)